# La Chute de la maison Usher (film, 1928)
Pour les articles homonymes, voir La Chute de la maison Usher.
Pour plus de détails, voir Fiche technique et Distribution.
La Chute de la maison Usher est un film français de Jean Epstein réalisé en 1928. Ce film est l'adaptation de la nouvelle éponyme d'Edgar Poe.

## Synopsis
Appelé par Lord Roderick Usher, inquiet de la santé de son épouse, avec laquelle il vit dans une maison perdue au milieu des étangs, un de ses amis se rend dans ce lieu chargé d'angoisse et d'énigmes. Il trouve le maître des lieux en train de peindre avec acharnement le portrait de son épouse ; celle-ci s'étiole dans cette atmosphère lugubre, transmettant le peu de vie qui lui reste au portrait. Un jour, elle s'effondre. On l'enterre dans la crypte du parc. Mais Roderick est persuadé qu'elle n'est qu'endormie. Elle sortira seule de la tombe par une nuit d'orage, tandis que la foudre tombe sur la maison Usher.

## Fiche technique
- Réalisation : Jean Epstein, assisté de Luis Buñuel
- Scénario :  Luis Buñuel (d'après Le Portrait ovale et La Chute de la maison Usher d'Edgar Poe)
- Décors : Pierre Kefer
- Costumes : Fernand Ochsé
- Photographie : Georges et Jean Lucas
- Opérateur de ralenti : Hebert
- Producteur : Les films de Jean Epstein
- Sociétés de production : Eclair et Menchen (Epinay)
- Format : Noir et blanc - Muet  -  1,33:1 - 35 mm
- Genre : Drame, horreur et fantastique
- Durée : 59 minutes
- Date de sortie : 
  - France : 28 octobre 1928

## Distribution
- Jean Debucourt : Sir Roderick Usher
- Marguerite Gance : Madeleine Usher
- Charles Lamy : Allan
- Gaston Fournez-Goffard : le docteur
- Luc Dartagnan : le domestique